# 槽齒目
槽齒目（Thecodontia）是個原始主龍類的並系群集合。在較早期的分類法中，是雙孔亞綱的一個目，包含首次出現在晚二疊紀，且繁盛到三疊紀的多樣性早期主龍類。外形類似現代鱷魚，而頭顱骨較短、步態較直立、體型較輕型。但現在被認為是淘汰不用的分類名詞。槽齒目的範圍包括：恐龍與鳥類的祖先、翼龍類與鱷魚的祖先，還有其他已滅絕而沒有後代的物種。

## 定義
槽齒目的定義是特定的共同原始特徵，例如：眶前孔（Antorbital fenestra，一對在頭骨兩旁介於眼窩與鼻孔間的洞）與位在槽洞裡的牙齒。槽齒指的是槽齒目的牙齒都位在頜骨的槽洞中；這是一個主龍類的特徵，而恐龍仍保有這個特徵。
槽齒目構成爬行動物演化過程的一個階段，是主龍類之中，不包含鱷目、翼龍目、恐龍總目的原始物種集中地。因為親緣分支分類法只承認單系群為天然演化支，而槽齒目是並系群。槽齒目這個名詞目前不被科學家所使用，但仍在大眾書籍中出現，以包含二疊紀晚期到三疊紀的原始主龍類。

## 分類歷史
傳統上，槽齒目被分成四個亞目：古鱷亞目（早期原始物種，另一個並系群集合）、植龍亞目（大型類似鱷魚的半水生動物）、堅蜥亞目（有裝甲、草食性）、還有偽鱷亞目。在這之中，只有植龍類與堅蜥類構成單系群，而偽鱷類只是將所有沒被列入其他三個亞目的物種列入而已。某些近年研究再度使用偽鱷類，包含主龍類的鱷魚演化支，或是在主龍類之中，所以親緣關係接近鱷魚，而離鳥類較遠的所有物種。
在1988年，Robert Carroll在他的書籍《Vertebrate Paleontology and Evolution》中，將偽鱷類以勞氏鱷目、兔鱷科、以及其他地位未定屬取代，而保有其他三個亞目。這是最後有主要分類書籍仍承認槽齒目。
在1982年，Brian Gardiner嘗試以親緣分支分類法將槽齒目定義，讓這舊名詞有了新的概念。所有最近的親緣分支分類法研究，例如嘉克斯·高斯特（Jacques Gauthier）的1986年研究，確認傳統的槽齒目的確是個並系群，裡面的物種沒有共同的共有衍徵。槽齒目的最主要問題在於它與主龍類的定義一樣，所以變成累贅的名詞。槽齒目被認定為歷史上的舊名詞，而它過去的使用被遺棄不用。
所有目前的古脊椎生物分類書，例如麥可·班頓（Michael Benton）的《Vertebrate Palaeontology》第一版（1990年）與第二版（1997年），都根據親緣分支分類法途徑，以主龍類取代槽齒目。主龍類包括槽齒目與所有它的後代。

## 外部連結
- Evolution Wiki: Thecodont
- Five types of tooth implanting in non-mammals, including thecodont type.
- Taxon Search （页面存档备份，存于）
- 化石網-古爬行動物博物館[永久]